# The Expendables 2 Videogame
The Expendables 2 Videogame è un videogioco di tipo sparatutto in terza persona sviluppato dalla ZootFly, società sviluppatrice di videogiochi slovena, e distribuito dalla Ubisoft.
Il videogioco è basato sui personaggi dei film I mercenari - The Expendables (2010) e I mercenari 2 (2012), e narra le vicende accadute tra le due pellicole, così da essere un sequel del primo film ed uno spin-off del secondo.
Il videogioco è disponibile per PlayStation 3, Xbox 360 e PC.

## Trama
Il videogioco riprende i fatti accaduti prima del film I mercenari 2. I mercenari Barney Ross, Gunner Jensen, Yin Yang e Hale Caesar vengono assoldati per salvare un miliardario cinese rapito.

## Modalità di gioco
Si potranno controllare tutti i quattro protagonisti, uno alla volta, mentre gli altri tre seguiranno l'azione guidati dall'intelligenza artificiale e dai comandi del giocatore. Gli obiettivi del videogioco saranno quelli di abbattere tutti i nemici e superare ogni ostacolo che separa i mercenari dall'ostaggio da liberare.
Le azioni sono lineari e seguono uno schema chiuso e ben delineato.

### Ambientazioni
Le azioni del videogioco si svolgono in varie ambientazioni per ogni modalità, tra le quali troviamo le foreste della penisola balcanica, i deserti della Somalia, i moli di Caolun ed Hong Kong e la giungla birmana.

## Copertina
La copertina del videogioco ritrae Sylvester Stallone.

## Doppiatori
Le voci di due dei quattro protagonisti sono quelle degli attori che interpretano i personaggi nel film.
Dolph Lundgren dà la voce a Gunner Jensen e Terry Crews ad Hale Caesar.